# Markku Kolehmainen
Markku Antero Kolehmainen, född 23 juli 1951 i Kuopio, är en finländsk målare. 
Kolehmainen studerade 1975–1977 vid Konstföreningens i Åbo ritskola och 1977–1978 vid Konstfack i Stockholm samt ställde ut första gången 1975. Han är känd för sina både föreställande och abstrakta målningar i olika tekniker: oljefärger, tempera, gouache och blandtekniker med inslag av bland annat mässing, aluminium och bladguld. Han har även ägnat sig åt grafik med träsnittsteknik och framträtt som en skicklig tecknare i bland annat tusch. 
Kolehmainen tillhörde på 1980-talet den så kallade Kuopioskolan, en grupp jämnåriga konstnärer i Kuopio med bland andra Pauno Pohjolainen och Teemu Saukkonen, vilka med sina ofta stora, stundom våldsamt expressionistiska arbeten betraktades som decenniets "unga vilda". På 1990-talet ställde han ut betydligt mindre, till färgsättningen dämpade målningar, vilkas stil närmade sig en slags abstrakt impressionism. Han har utfört ett antal monumentalmålningar, bland annat Kaivos för Kemira i Siilinjärvi (1980–1981) och Harkkohytti för kommunalhuset i Juankoski (1987). Han tillhör konstnärsgruppen Tutka.